# 1re série 1957/58
Die Saison 1957/58 war die 36. Spielzeit der 1re série, der höchsten französischen Eishockeyspielklasse. Meister wurde zum insgesamt 16. Mal in der Vereinsgeschichte der Chamonix Hockey Club. 

## Meisterschaft
- 1. Platz: Chamonix Hockey Club
- 2. Platz: Athletic Club de Boulogne-Billancourt
- 3. Platz: Club des patineurs lyonnais
- 4. Platz: Ours de Villard-de-Lans
- 5. Platz: ?
- 6. Platz: Sporting Hockey Club Saint Gervais
- 7. Platz: US Métro
- 8. Platz: ?
- 9. Platz: ?
- 10. Platz: Paris HC